# Eublemma griseofimbriata
Eublemma griseofimbriata là một loài bướm đêm trong họ Erebidae.